# 1724
| 1724                   |
| ---------------------- |
| Dødsfald - Fødsler     |
| • Begivenheder • Musik |

| Gregoriansk kalender | 1724 MDCCXXIV           |
| Ab urbe condita      | 2477                    |
| Armensk kalender     | 1173 ԹՎ ՌՃՀԳ            |
| Kinesiske kalender   | 4420 – 4421 癸卯 – 甲辰 |
| Etiopisk kalender    | 1716 – 1717             |
| Jødisk kalender      | 5484 – 5485             |
| Hindukalendere       |                         |
| - Vikram Samvat      | 1779 – 1780             |
| - Shaka Samvat       | 1646 – 1647             |
| - Kali Yuga          | 4825 – 4826             |
| Iransk kalender      | 1102 – 1103             |
| Islamisk kalender    | 1136 – 1137             |

Konge i Danmark: Frederik 4. 1699-1730
Se også 1724 (tal)

## Begivenheder
- 9. november - Danmark får for første gang besøg af grønlændere. Der er to - Poq og Quiperoq

## Født
- 22. april – Immanuel Kant, tysk filosof
- 13. december - Louis-Jean-François Lagrenée, fransk maler (død 1805).
- 18. december – Louise af Storbritannien, dansk-norsk dronning (død 1751)
- John Michell, engelsk grundlægger af seismologi (død 1793)
- Jens Schielderup Sneedorff, dansk oplysningsskribent